# Jože Žohar
Jože Žohar, slovenski izseljenski pesnik iz  Avstralije in publicist, * 30. januar 1945, Sveti Jurij, Rogašovci, † 5. december 2018,  Lithgow, Blue mountains, New South Wales, Avstralija.

## Življenjepis
V Avstralijo je emigriral leta 1968, od koder se je redno, čeprav redko s poezijo oglašal v domovino. Živel je v predmestju Sydneyja in se vključeval v tamkajšnje družbeno življenje. Bil je tajnik Slovenskega društva Sydney in nato predsednik Slovensko-avstralskega literarno-umetniškega krožka. Objavljal je pesmi, članke, razprave in polemike.

## Literarno delo
Objavil je tri pesniške zbirke: Aurora australis (1990), Veku bukev (1995) in Obiranje limon (2004). Pesmi opredeljuje jezikovno eksperimentiranje in specifično geografsko okolje, tako Prekmurja kot tudi avstralske pokrajine. Posebej v zadnji zbirki se kaže avtorjeva razpetost med dvoje »domov«, ki ostaja brez prave pripetosti na katerega od njiju, kar je nasploh značilno za sodobno književnost v diaspori.
Pesniške zbirke
- Aurora Australis. Ljubljana: Mladinska knjiga, 1990.
- Veku bukev. Murska Sobota: Pomurska založba, 1995.
- Obiranje limon. Ljubljana: Cankarjeva založba, 2004.

Objave v antologijah
- (1990). V C. Bergles (Ur.) To drevo na tujem raste. Antologija slovenskega zdomskega pesništva zadnjih štiridesetih let (str. 78-90). Ljubljana: Aleph.
- (1990). V I. Cimerman (Ur.) Lipa šumi med evkalipti. Izbor pesmi Slovencev v Avstraliji (str. 70–83). Ljubljana: Slovenska izseljenska matica in P. Amalietti.
- (2002). V F. Pibernik (Ur.) Beseda čez ocean. Antologija slovenske zdomske poezije (str. 202–211). Ljubljana: Mladinska knjiga.